# بیورن ربنی
بیورن ربنی (انگلیسی: Bjorn Rebney؛ زادهٔ ۱ ژانویهٔ ۱۹۶۷) کارآفرین، مدیر اجرایی و اهالی کسب‌وکار اهل ایالات متحده آمریکا است، که در سال ۲۰۰۸ شرکت بلاتور ام‌ام‌ای را تأسیس کرد.